# Ernest Thomas Gilliard
Ernest Thomas Gilliard (York, Pennsylvania, 23 november 1912 – 26 januari 1965) was een Amerikaanse ornitholoog en museumconservator. Hij was deelnemer of leider van diverse wetenschappelijke expedities vooral naar Zuid-Amerika en Nieuw-Guinea.

## Biografie
Gilliard leidde een avontuurlijk leven en volgde op diverse plaatsen onderwijs, ook tijdens zijn militaire diensttijd in Nieuw-Guinea en op de Filipijnen. In 1932 begon hij als vrijwilliger te werken aan het American Museum of Natural History (AMNH) in New York. Hieruit volgde een verbintenis met dit museum die zijn hele leven zou duren. In 1933 werd hij assistent conservator. In 1958 ontving hij een eredoctoraat. Verder doorliep hij aan het AMNH alle noodzakelijke bevorderingen die hem in 1963 tot hoofdconservator van de afdeling vogels zou maken. Hij overleed kort daarna onverwachts tijdens zijn werk in het museum aan een hartaanval.

## Werk
In de jaren 1930 ondernam hij expedities naar Quebec, Newfoundland en Venezuela en in de jaren 1940 naar Brazilië, de Filipijnen en Nieuw-Guinea. In de jaren 1950 ging hij zowel naar Nieuw-Guinea als naar Nepal en West-Indië. Vooral paradijsvogels en prieelvogels van Nieuw-Guinea hadden zijn aandacht. Hij leidde vijf expedities met dit doel, zijn laatste in 1964.
Hij is de soortauteur van zeven soorten vogels waaronder vier samen met een ander auteur (Ernst Mayr) waaronder de  whitemanhoningeter (Vosea whitemanensis).
Naast een groot aantal wetenschappelijke publicaties van het AMNH, schreef hij populair wetenschappelijke artikelen in geïllustreerde bladen zoals  Natural History en National Geographic Magazine. Daarnaast fotografeerde hij en maakte filmdocumentaires over paradijsvogels. 

### Boeken
- Living Birds of the World (1958), ISBN 978-1258219437
- Birds of Paradise and Bower Birds (1969), ISBN 978-0297170303
- samen met  Austin L. Rand. The Handbook of New Guinea Birds. Uitgegeven door Natural History Press, Garden City, New York, 1968

### Artikelen
- 'New Guinea's Paradise of Birds', in: The National Geographic Magazine, Volume C, Nr. 5, November 1951
- 'New Guinea's Rare Birds and Stone Age Men', In: The National Geographic Magazine, Volume CIII, Nr, 5, April 1953
- 'To the Land of the Head-Hunters', in: The National Geographic Magazine, Volume CVIII, Nr. 4, October 1955

- Bibsys: 90149917
- Gemeinsame Normdatei: 105715816
- International Standard Name Identifier: 0000 0001 0958 9649
- Library of Congress Control Number: n50030154
- Nationale Bibliotheek van Israël: 987007434520705171
- Nederlandse Thesaurus van Auteursnamen: 070546622
- PIC: 278061
- SNAC: w6pr84nt
- Système universitaire de documentation: 119214113
- Trove: 833809
- Virtual International Authority File: 230731865
- WorldCat: E39PBJgHfpWghpKphDbrDX7WDq